# Chūnā Khānlū
Chūnā Khānlū (persiska: چونا خانلو, Chūneh Khānlū) är en ort i Iran.   Den ligger i provinsen Ardabil, i den nordvästra delen av landet, 500 km nordväst om huvudstaden Teheran. Chūnā Khānlū ligger 517 meter över havet och antalet invånare är 216.
Terrängen runt Chūnā Khānlū är kuperad, och sluttar norrut. Runt Chūnā Khānlū är det ganska tätbefolkat, med 58 invånare per kvadratkilometer. Närmaste större samhälle är Germī, 11,3 km sydväst om Chūnā Khānlū. Trakten runt Chūnā Khānlū består till största delen av jordbruksmark.